# Józef Grzybowski
Józef Bolesław Grzybowski (ur. 17 marca 1869 w Krakowie, zm. 17 lutego 1922 tamże) – polski geolog, paleontolog, profesor Uniwersytetu Jagiellońskiego

## Życiorys
Syn krakowskiego księgarza Franciszka Grzybowskiego, stryj prawników Konstantego i Stefana Grzybowskich. Egzamin dojrzałości zdał 1887 w Gimnazjum św. Jacka w Krakowie. Studiował na Wydziale Prawa UJ w latach 1887-1891 uzyskując absolutorium. W tym czasie zainteresował się geologią, zostając w 1890 asystentem w katedrze geologii UJ, podjął w 1891 studia w tym kierunku na Wydziale Filozoficznym UJ w 1894 otrzymując absolutorium. Doktoryzował się z zakresu geologii i paleontologii w 1896 na podstawie rozprawy Mikrofauna czerwonych iłów z Wadowic. Habilitację otrzymał w 1898. Na Uniwersytecie Jagiellońskim studiował mineralogię u prof. Feliksa Kreutza a geologię u prof. Władysława Szajnochy. W lipcu 1900 Grzybowski został mianowany docentem geologii i paleontologii na Wydziale Filozoficznym UJ, a w 1909 tytularnym profesorem. W sierpniu 1914 r. wstąpił do Legionów, gdzie mianowano go zastępcą komendanta Oddziału Intendentury. Dopiero po odzyskaniu przez Polskę niepodległości został mianowany w maju 1919 profesorem nadzwyczajnym i następnie w maju 1920 profesorem zwyczajnym.  Zmarł po krótkiej chorobie, którą za późno rozpoznano. Zachorował na wrzód w gardle i sądzić można było, że opieka lekarzy tę lekką na pozór chorobę rychło usunie. Nagle nastąpiło wszakże niespodziewane dla otoczenia pogorszenie i sztuka lekarska nie mogła już widocznie przynieść ratunku. Został pochowany na cmentarzu Rakowickim w Krakowie (pas 15, płd.).

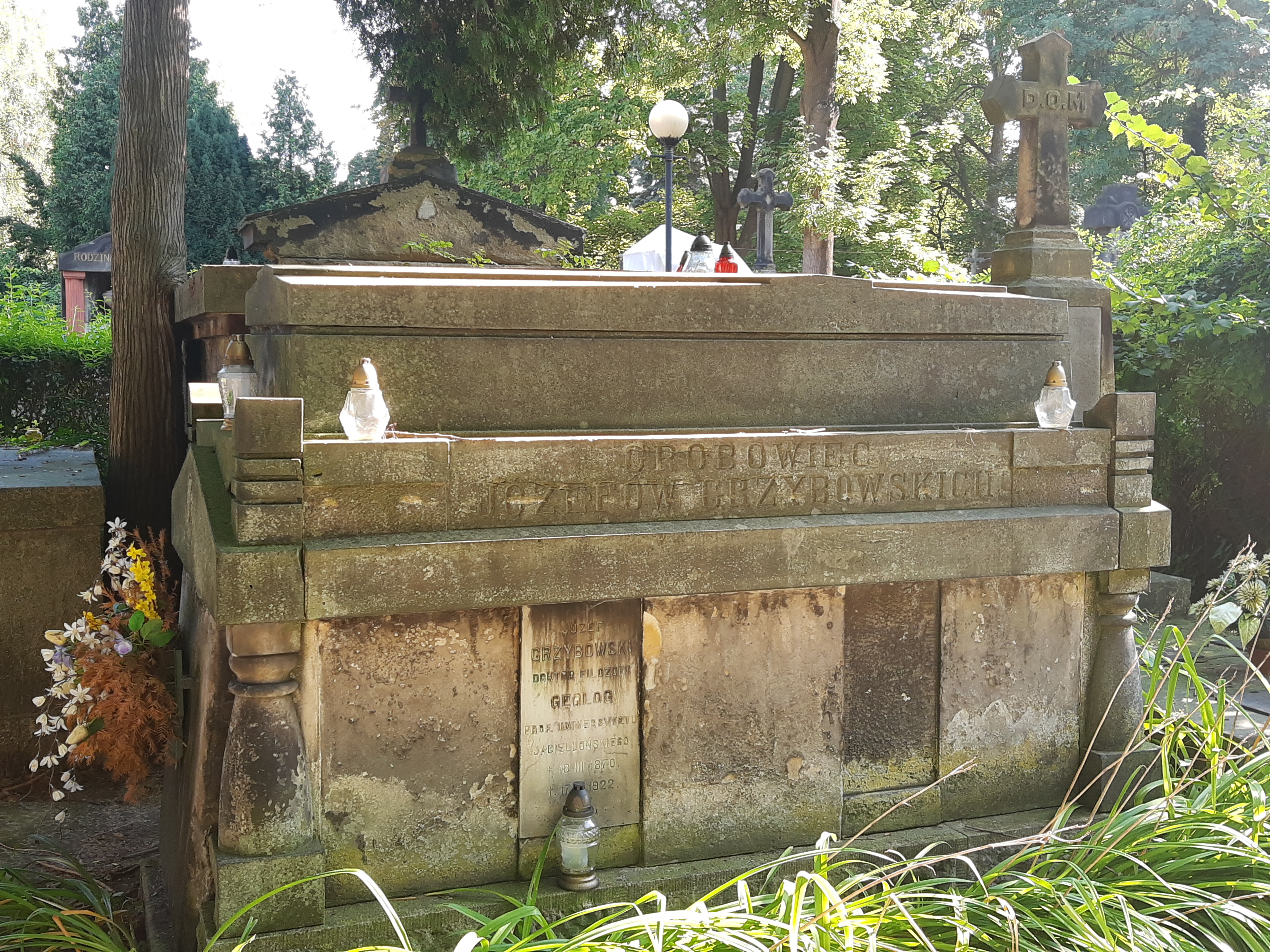
Grób prof. Józefa Grzybowskiego

Był badaczem otwornic, pionierem zastosowania w geologii złóż, zwłaszcza w stratygrafii warstw roponośnych, danych mikropaleontologicznych (otwornic). W latach 1895–1905 ogłosił kilka prac z tego zakresu: Mikrofauna karpackiego piaskowca spod Dukli, Otwornice warstw inoceramowych okolic Gorlic, Otwornice czerwonych iłów Wadowic, Otwornice pokładów naftonośnych okolic Krosna. Odbył wiele zagranicznych podróży naukowych i w charakterze eksperta-geologa naftowego m.in. do Ekwadoru. Przebywał kilka razy na Kaukazie w latach 1916-17 wykonał dla rządu tureckiego badania obszarów roponośnych Mezopotamii, a w latach 1919-21 pracował we Włoszech - w Apeninach, Ligurii, Kalabrii. Grzybowski był założycielem i organizatorem stworzonego w 1912  Zakładu Paleontologii Uniwersytetu Jagiellońskiego.
W latach 1895–1921 ogłosił 30 rozpraw naukowych. W tym czasie wydawał również podręczniki oraz publikował artykuły popularnonaukowe.